# Krajcar
Krajcar (njem. kreuzer) je bio mali srebreni novac, nazvan po dvostrukom križu na njegovom reversu (lat. denarius cruciatus). U XIII. i XIV. stoljeću kovao se u Meranu, Tirolu i u Veroni, a od 1477. i u Halleu.
Masa mu je postupno padala od 1,69 na 1,06 grama.
Od vremena Marije Terezije do kraja XIX. stoljeća kuje se od bakra. Kao sitan metalni novac bio je u optjecaju u dijelu Njemačke do 1871., a u Austro-Ugarskoj do 1892. godine.